# Ulu-moskee (Utrecht)
De Ulu-moskee is een moskee in de Utrechtse wijk Lombok aan het Moskeeplein, het eerste plein in Nederland dat naar een islamitisch gebedshuis is vernoemd.
Het gebouw heeft naast een islamitische gebedszaal ook een stilteruimte voor mensen van overige overtuigingen, hierin is het uniek in de wereld. Het moskeebestuur heeft hiervoor gekozen omdat in de wijk ook relatief veel christenen en joden wonen. Op de begane grond heeft het tevens winkelruimte. De moskee wordt beheerd door de Islamitische Stichting Nederland (een tak van het soennitisch-Turkse directoraat Diyanet), maar is gefinancierd door giften uit de Turkse gemeenschap in Nederland, België en Duitsland. De moskee heeft een ruime gebedsruimte op de tweede etage, met twee grote balkons voor vrouwen. De minaretten worden na zonsondergang van binnenuit verlicht. Vanaf 1983 heeft de Turkse gemeenschap in Lombok gebruikgemaakt van het naastgelegen Badhuis Kanaalstraat. In oktober 2015 opende de nieuwe moskee haar deuren en de officiële opening vond in mei 2016 plaats.